# Kelurahan Kebon Baru
Kelurahan Kebon Baru är en administrativ by i Indonesien.   Den ligger i kabupatenet Kota Administrasi Jakarta Selatan och provinsen Jakarta, i den västra delen av landet. Huvudstaden Jakarta ligger i Kelurahan Kebon Baru.